# رقص زمین
رقص زمین نمایشی به کارگردانی و نویسندگی حسین پاکدل که در دی ۱۳۸۸ در سالن چهارسوی تئاتر شهر بر صحنه رفت و مخاطب بسیاری جذب کرد.
در این نمایشنامه استعاری، زلزله‌ای خطرناک در شرف وقوع است و مهدی، مجری برنامه زنده تلویزیون، باید در آخرین لحظات در کنار مردم در پخش زنده باشد. تجربه سال‌ها اجرا و مدیریت تلویزیون حسین پاکدل در این نمایش حس می‌شود.
بازیگران این نمایش عبارتند از: پیام دهکردی،مهدی سلطانی سروستانی،عاطفه رضوی، پرهام دلدار، امین میری، هومن خدادوست، رکسانا بهرام، هایده حسین‌زاده، نگین نادری، ریحانه حاتمی، یاشار مومن‌زاده، محسن خوئینی ها، ابراهیم عزیزی، علی رضا عیسوی. همچنین از صدای ژاله علو استفاده شده‌است. 
دیگر عوامل نمایش عبارتند از: صداها: ژاله علو، بهنام تشکر، طراح هنری: محسن شاه ابراهیمی، طراح پوستر: اردشیر رستمی، موسیقی: آنکیدو دارش، دستیاران کارگردان: نورالدین حیدری ماهر و هومن خدادوست.